# Juan Karlos Izagirre
Juan Karlos Izagirre Hortelano (Igeldo, Sant Sebastià, Guipúscoa, 1963) és un metge i polític basc, que va ser alcalde de Sant Sebastià.

## Biografia
Llicenciat en Medicina per la Universitat del País Basc el 1988, és metge de capçalera al centre d'urgències extrahospitalàries de Errenteria, al mateix temps que té una consulta privada de Medicina esportiva a Sant Sebastià. Ha participat activament en l'associació "Itxas aurre", una associació de veïns que fa anys que reclama la segregació del barri d'Igeldo de Sant Sebastià, així mateix també ha participat com a metge voluntari en campaments de refugiats sahrauís.
Ocupà el càrrec d'alcalde de Sant Sebastià des del juny de 2011, després de la victòria de Bildu en les eleccions municipals de maig de 2011, a les quals es presentava com a cap de llista independent. Representava, amb les seus 8 regidors sobre els 27 de la corporació, un 24,29% dels vots vàlids de la ciutat, sent això un 13,99% del cens donostiarra. El seu mandat finalitzà el juny de 2015, quan fou rellevat per Eneko Goia.